# Playback Théâtre
Pour les articles homonymes, voir Playback (homonymie).
 (janvier 2015).
Si vous disposez d'ouvrages ou d'articles de référence ou si vous connaissez des sites web de qualité traitant du thème abordé ici, merci de compléter l'article en donnant les références utiles à sa vérifiabilité et en les liant à la section « Notes et références ».

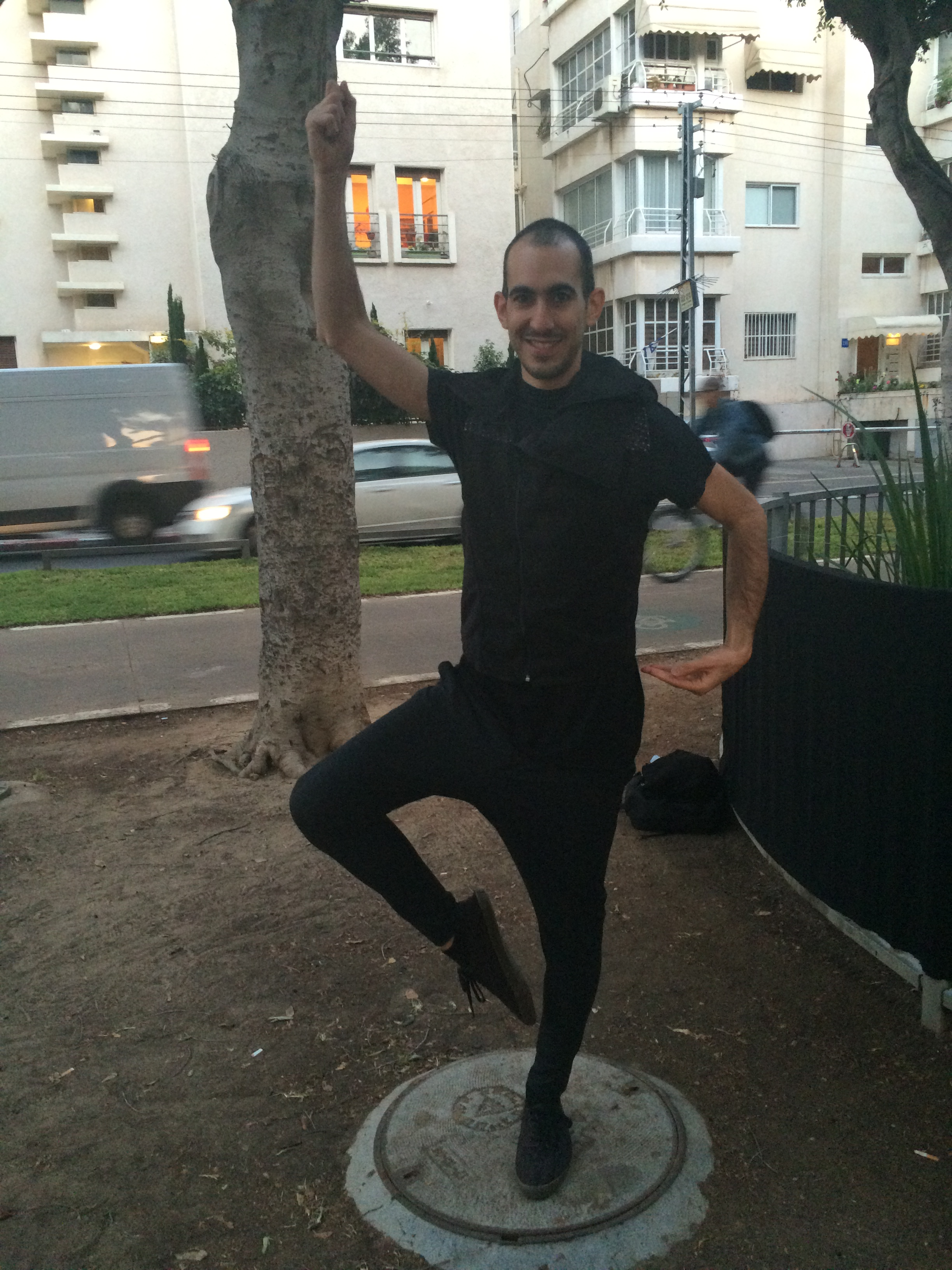
Playback Théâtre à Tel Aviv.

Le Playback Théâtre est une forme d'improvisation théâtrale venue des États-Unis.

## Origines
L'origine de cette forme date de 1975, avec Jonathan Fox, un New-yorkais formé à Harvard aux disciplines théâtrales, et Jo Salas, une musicienne néo-zélandaise, qui ont cherché à inventer un théâtre résolument dynamique et contemporain sur les bases du rituel et de la tradition orale et du théâtre d'improvisation.
Il existe maintenant des compagnies de Playback Théâtre sur les cinq continents. The International Playback Theatre Network a été fondé en 1990 pour appuyer l'activité de Playback à travers le monde.
L'IPTN  comporte 70 compagnies et 200 membres individuels provenant de 26 pays.
Des livres sur Playback Théâtre peuvent s'obtenir grâce à Tusitala Publishers.

## Principes
Des membres du public racontent les histoires qui leur sont arrivées, les acteurs et le musicien les jouent en improvisation.
Un théâtre interactif, proche des gens : échange entre public et comédiens.
Un lien se tisse, par le biais du meneur de jeu, qui invite les spectateurs à partager des moments de leur vie, des émotions, au travers de leurs histoires.
Récentes, anciennes, courtes ou longues, chacune des histoires est unique.
Votre désir de les raconter suffit.
Playback Théâtre, avec humour et sensibilité, met en lumière leur humanité et leur universalité.

## Règles du jeu et déroulement
Un groupe de personnes dans une pièce, une salle ou un théâtre.
En face d'eux, une rangée de 3 à 5 acteurs assis sur des cubes.
Côté cour, un musicien avec un set d'instruments.
Côté jardin, un meneur de jeu, auprès de qui des narrateurs sortis du public viendront tour à tour raconter une histoire personnelle.
Alors, grâce aux différentes formes de jeu du rituel de Playback Théâtre, utilisant le mouvement, la musique, le langage, les acteurs théâtraliseront les histoires.
Un spectacle Playback Théâtre comporte :
- des formes courtes visant à établir les contacts et à recueillir entre les histoires les différents points de vue et impressions. Ces formes permettront au plus grand nombre de prendre la parole et de voir instantanément leurs interventions théâtralisées.
- des histoires de vie pour chacune desquelles un narrateur vient s'assoir près du meneur de jeu au bord de l'espace scénique pour raconter puis assister au jeu des acteurs.

Le meneur de jeu utilise son sens de l'accueil et de la convivialité pour donner la parole au public. Il invite le spectateur qui le désire à venir raconter un souvenir, une histoire personnelle. Il l'aide à mettre en forme son récit. Le narrateur peut distribuer aux acteurs les rôles de son histoire. En le posant en personnage central, les acteurs vont faire émerger les sentiments et les éléments-clefs de son récit.